# Géographie d'Haïti
Le territoire de la République d'Haïti est principalement constitué du tiers occidental de l'île d'Hispaniola que l'on nomme également « Grande terre », à laquelle vient s'ajouter un certain nombre d'autres îles et archipels tel que : La Gonave, l'Île de la Tortue, Les Cayemites, l'Île-à-Vache ,l'île de la Navase, l'Île à Cabrit (ou isle Cacique) et l'île-à-Rat .

## La frontière terrestre
La frontière entre la République d'Haïti et la République dominicaine est ainsi fixée par les derniers accords :
- Elle part de l'embouchure de la rivière du Massacre, suit ce cours d'eau puis la rivière de Capotille jusqu'à sa source. Elle passe par le morne Grime, rejoint la Rivière-des-Ténèbres, suit la route internationale et l'Artibonite jusqu'à son confluent avec la rivière Macassia.
- Elle remonte la rivière Macassia jusqu'à San Pedro et passe au fort Cachiman. Elle coupe ensuite la rivière Los Indios en se dirigeant vers le lac Azuéi.
- Après avoir longé le côté est du lac, elle passe à El Numéro, Maré Citron, Gros Mare, descend la rivière des Pédernales jusqu'à son embouchure à Anse-à-Pitres.

La République d'Haïti a une superficie de 27 750 kilomètres carrés.

## Les montagnes
Comme pour l'île entière, le relief de la République d'Haïti est formé de deux bandes montagneuses principales : l'une au nord et l'autre au sud.
Malgré la déforestation à grande échelle sur l'ensemble du territoire national, Haïti possède encore des zones boisées qui s'étendent au pays voisin. Ainsi ces deux pays partagent la forêt de pins de l'île d'Hispaniola qui couvre encore une partie du massif du Pic la Selle et du massif de la Hotte.

### Montagnes du Nord
Les montagnes du Nord comprennent :
- la Chaîne de la Grande-Rivière-du-Nord à laquelle se rattache la chaîne de Vallières, la chaîne de Saint-Raphael  ; la chaîne de Marmelade, celle de Plaisance et le morne de la Coupe-à-Limbé ;
- la chaîne du Haut-Piton, la chaîne du Môle Saint-Nicolas et celle de Jean-Rabel ;
- le massif des Montagnes Noires qui comprend la chaîne d'Ennery, la chaîne des Cahos et la chaîne des Montagnes Noires ;
- la chaîne des Matheux et celle du Trou-d'Eau.

### Montagnes du Sud
Les montagnes du Sud se composent du massif de la Selle et de celui de la Hotte. Le versant nord du massif de la Selle comprend :
- le morne ou pic la Selle (2 680 mètres)
- le morne des Enfants Perdus
- la Montagne Noire
- le morne l'Hôpital.

Le versant sud du Massif de la Selle comprend :
- le morne des Commissaires
- le morne Bois-Pins
- le morne l'Enfer
- le Coq Chante
- les montagnes de Jacmel.

Le massif de la Hotte comprend :
- le morne Sangris
- le bonnet Carré
- le morne Tête Bœuf
- la chaîne de Plymouth
- le pic de Macaya (2 400 mètres)
- les Casetaches.

## Les plaines
Les plaines sont nombreuses en Haïti et sont pour la plupart des plaines côtières.
Des montagnes du Nord dépendent :
- la plaine du Nord,
- la vallée des Trois-Rivières,
- la plaine des Moustiques,
- la plaine de l'Arbre,
- la plaine des Gonaïves,
- la plaine de l'Artibonite,
- le Plateau Central,
- la plaine de l'Arcahaie.

La plaine du Cul-de-Sac sépare les deux bandes montagneuses du Nord et du Sud.
Aux montagnes du Sud se rattachent :
- la plaine de Léogâne,
- la plaine de Baconnois,
- la vallée de la Grand'Anse,
- la plaine des Cayes,
- le Plateau de Fonds-des-Nègres,
- la vallée de Jacmel.

## Les cours d'eau
- la rivière Grise,
- la rivière Blanche,
- l'Artibonite

## Divisions administratives
La République d'Haïti est divisée en 10 départements et 42 arrondissements composés de 140 communes et 570 sections communales.